# Gaminolf
Gaminolf (* um 900; † 22. Mai 979) war von 975 bis 979 Bischof von Konstanz.

## Leben
Gaminolf stammte aus dem Geschlecht der Welfen. Sein Name geht auf gaumen zurück, das hüthen bedeutet. Manche Quellen ordnen ihn als Angehöriger der Familie der Westhusen im Elsass ein.
Er war Mönch auf der Reichenau und wurde 975 zum Bischof von Konstanz gewählt. Die Bischofsweihe spendeten ihm Bischof Willigis von Mainz und Bischof Erkanbald von Straßburg in Erstein.
Gaminolf weihte in seiner Amtszeit das Kloster St. Blasien im Schwarzwald ein.
Er erkrankte während seiner Amtszeit an den Pocken; der beigerufene bekannte Arzt Notker verweigerte eine Behandlung.